# 東星学園小学校
東星学園小学校（とうせいがくえんしょうがっこう）は、東京都清瀬市の小学校である。

## 沿革
- 1937年 - 周辺地域からの通学生の入学受入れ開始
- 1947年 - 東星学園小学校と校名変更

## アクセス
- 西武池袋線秋津駅 徒歩10分
- JR武蔵野線新秋津駅 徒歩15分